# Mardochée Valabrègue
Pour les articles homonymes, voir Valabrègue.
Mardochée Valabrègue est un militaire français, successeur du général Alexandre Percin au poste de chef du cabinet du ministre de la Guerre Louis André.

## Biographie
Mardochée Georges Valabrègue est né le 20 septembre 1852 à Carpentras, Fils d'Isaac et de son épouse Debora Elodie Mendez. Il entre à l’École polytechnique en 1871 puis est élève à l'école d'application de l'artillerie. En 1878 il sert au 23e régiment d'artillerie  et devient adjoint à la manufacture d'armes de Tulle. 
Il devient capitaine en 1878 et officier d'ordonnance du ministre de la Guerre Georges Boulanger en 1886. Comme on reproche au général André d'avoir été officier de la Garde impériale (ce qui supposait une franche adhésion au régime de Napoléon III), les nationalistes utilisent cette fonction dans le cabinet du général Boulanger pour critiquer ce républicain[pas clair]. 
Le 23 juin 1881, il épouse à Paris Anne Katz, avec qui il aura un fils, René Elie.
Brillant officier d’état-major, sorti deuxième de l’École de guerre en 1878, il est ainsi noté[Où ?] en 1895 par le général de France[Qui ?] : « Intelligence exceptionnelle, manière de servir parfaite, connaissances militaires et générales très étendues, autant d’aptitudes pour le service d’état-major que pour celui de la troupe, telles sont en résumé les qualités du commandant Valabrègue. ». 
Chef d’escadron en 1889, il devient colonel en 1902. Il est, en 1902, commandant de l'École d'application de l'artillerie et du génie, en 1903, chef de corps du 11e régiment d'artillerie où il est apprécié, quand il est appelé en mai 1904 pour occuper le poste de chef de cabinet du général André, puis de Maurice Berteaux en 1905. Nommé général de brigade en  1905. Il est commandant de l'École de guerre en 1907, général de division en 1908, commandant de la 12e division d'infanterie et commandant de la place de Reims du 17 octobre 1908 au 14 mars 1911, commandant du 3e corps d'armée en 1911 et membre du Conseil supérieur de la guerre en 1914, Joffre étant chef d'état-major général.
Au début la Grande Guerre, il commande un groupe de divisions de réserve au sein de la 5e armée, du général Lanrezac. Le groupe de divisions de Valabrègue est dissous le 30 septembre 1914, lorsque Lanrezac est limogé par Joffre. Valabrègue est  ensuite inspecteur de camps et dépôts d'infanterie de réserve jusqu'en avril 1917 où il passe en réserve.
Il meurt le 26 mars 1934 à Paris.

## Distinctions
- Grand officier de la Légion d'honneur : le 24 décembre 1916[3].
- Officier du Nichan Iftikhar ;
- Officier de l'ordre du Soleil levant ;
- Officier de l'ordre royal du Cambodge
- Officier de l'ordre du Dragon d'Annam

## Sources
- Bruno Besnier, L'affaire des fiches : un système d'État (1900-1914), La Roche-sur-Yon : Master I d'histoire, 2005.
- Serge Doessant, Le général André : de l'affaire Dreyfus à l'affaire des fiches, Paris, Glyphe, 2009, 392 p. (ISBN 978-2-358-15013-2, OCLC 436342548).